# Карлантіно
Карлантіно (італ. Carlantino) — муніципалітет в Італії, у регіоні Апулія,  провінція Фоджа.
Карлантіно розташоване на відстані близько 210 км на схід від Рима, 170 км на захід від Барі, 55 км на захід від Фоджі.
Населення — 1008 осіб (2014).
Щорічний фестиваль відбувається 7 серпня. Покровитель — S. Donato e S. Rocco.

## Демографія
Населення за роками:

Станом на 1 січня 2023 року в муніципалітеті офіційно проживало 26 іноземців з 6 країн, серед них 16 громадян країн Євросоюзу.

## Сусідні муніципалітети
- Казальнуово-Монтеротаро
- Челенца-Вальфорторе
- Коллеторто
- Макк'я-Вальфорторе
- Сан-Марко-ла-Катола
- Сант'Елія-а-П'янізі